# Història des de baix
La Història des de baix (de l'anglès History from below) és un tipus de narrativa historiogràfica que intenta explicar els fets històrics des de la perspectiva de la gent corrent en lloc de la dels líders, dels personatges destacats i de les elits socials.
Història popular, Social history (la història sociologica que pretenia E.H.Carr), Història de baix a dalt o Història des de baix són termes que defineixen un tipus d'historiografia en què els moviments de masses ocupen un lloc central a la narració. Les persones no incloses en el passat en altres tipus de narrativa històrica en són part a partir de la "teoria del focus primari", que inclou a marginats, oprimits, pobres, inconformistes, subalterns, oblidats, poble menut... el poble que fins ara formava part de l'oblit històric. Aquesta teoria se centra també en els petits esdeveniments que fan que certs desenvolupaments es produeixin (vg. Microhistòria).
Aquest enfocament de la història està en directa oposició als mètodes que tendeixen a emfatitzar només les grans figures de la història (la teoria del gran home), sosté que el factor determinant de la història és la vida quotidiana de la gent corrent o comú, el seu estatus social i el seu treball. Aquests són els factors que, mitjançant opinions contradictòries, permeten el desenvolupament de les grans tendències, en oposició a la introducció de suposades grans idees o successos iniciadors.
El terme fou proposat per Georges Lefebvre i reutilitzat en un article per E. P. Thompson. El ja classic pròleg de la seva magistral La Formació de la classe obrera a Anglaterra ha estat, però, considerat tot un manifest d'aquest tipus d'historiografia:
«I am seeking to rescue the poor stockinger, the Luddite cropper, the 'obsolete' hand-loom weaver, the 'Utopian' artisan, and even the deluded follower of Joanna Southcott, from the enormous condescension of posterity. Their crafts and traditions may have been dying. Their hostility to the new industrialism may have been backward-looking. Their communitarian ideals may have been fantasies. Their insurrectionary conspiracies may have been foolhardy. But they lived through these times of acute social disturbance, and we did not. Their aspirations were valid in terms of their own experience; and, if they were casualties of history, they remain, condemned in their own lives, as casualties.»
[Estic tractant de rescatar al pobre teixidor de mitges, al tundidor ludita, a l'obsolet teixidor de teler manual, a l'artesà Utòpic, fins i tot a l'il·lús seguidor de Joana Southcott, de l'enorme prepotència de la posteritat. Els seus oficis artesanals i les seves tradicions potser s'estaven morint. La seva hostilitat cap al nou industrialisme potser era retrògada. Els seus ideals comunitaris potser eren fantasies. Les seves conspiracions insurreccionals potser eren temeràries. Però ells van viure en aquells temps d'aguts trastorns socials, i nosaltres no. Les seves aspiracions eren vàlides en termes de la seva pròpia experiència; i si van ser víctimes de la història, continuen, condemnats en les seves pròpies vides, sent victimes]

## Història des de baix als Països Catalans
Cap a finals dels 80 del segle xx, un cop finalitzat el disseny de les línies mestres respecte diferents èpoques historiogràfiques que havien fet historiadors de les generacions de Vicens Vives o Reglà, els pressupòsits d'aquest corrent es poden trobar de forma no del tot explícita en alguns dels treballs més importants dels darrers anys.
Només a tall d'exemple, podem esmentar els casos de Xavier Torres i els estudis sobre el bandolerisme dels segles XVI-XVII; els estudis sobre pirates i bruixeria d'Agustí Alcoberro; sobre els gremis barcelonins setcentistes de Manuel Arranz; els treballs sobre sindicalisme de Genís Barnosell; o bé, la recerca sobre el moviment obrer coordinada per Maria Teresa Martínez de Sas i Pelai Pagès.